# Substantie
Substantie (Gr: hypokeimenon of hupokeimenon, Lat: quod substat) is in de metafysica synoniem voor het ding. In de filosofie, en met name in de ontologie, verwijst het naar wat permanent is in de dingen die veranderen. De interpretaties van wat substantie is variëren al naargelang het ingenomen standpunt: zij die stellen dat er slechts één substantie is (de monisten) en zij die het bestaan van twee of meerdere substanties aannemen (de standpunten van respectievelijk de dualistische filosofie en de pluralistische filosofie).

## Oud-Griekse filosofie
De Griekse filosoof Aristoteles zag substanties, in tegenstelling tot Plato's eeuwig bestaande en onveranderlijke Vormen, als voor het merendeel tijdelijke dingen die allerlei veranderingen ondergaan. Hij onderscheidde hierbij vier soorten veranderingen: een ding kan veranderen van substantie, van hoedanigheid, van hoeveelheid en van plaats. Veranderen van substantie begrijpt hij als het ontstaan of de vernietiging van iets. Een voorbeeld hiervan is de geboorte en de dood van een mens. Een voorbeeld van het veranderen van hoedanigheid (wijziging) is een plant die groen wordt. Het veranderen van hoeveelheid heeft te maken met groei en afname, wat bijvoorbeeld het geval is met de groei van kind tot volwassene. Veranderen van plaats, ten slotte, is beweging.

## Moderne filosofie
Er worden, historisch gesproken, in de moderne filosofie ruwweg vier soorten van substantie onderscheiden:
- Alles verandert, niets blijft aan zichzelf gelijk. Dit is de visie van het fenomenalisme. Zij geeft geen visie op gewoontevorming bij levende wezens en voor het geheugen (en dus het bewustzijn) bij individuen.
- Men moet noodzakelijkerwijs een substantie aannemen, maar de ware substantie bestaat op en door zichzelf. De ware substantie is enig, eeuwig en oneindig. De afzonderlijke dingen (zoals wij die waarnemen) zijn enkel de modi waarin deze substantie optreedt. Dit alles is de pantheïstische visie in Spinoza's filosofie.
- Descartes en Leibniz waren van mening dat er naast God (de eeuwige, oneindige en volmaakte substantie) ook een onvolmaakte en geschapen substantie bestaat. Descartes zegt dat "..onder de geschapen dingen enkele zijn die niet kunnen bestaan zonder andere, daarom moeten wij deze onderscheiden van die dingen die alleen de bijzondere bijstand van God nodig hebben om te bestaan." Deze laatste zijn dan de substanties terwijl die andere (wereldlijker) dingen attributen van de substanties worden genoemd. Descartes maakt op de volgende manier onderscheid tussen de geest (ziel) en de materie: de ziel is een denkend ding, dat is een substantie die naar wezen denken is, en de stof is een uitgebreid ding, een substantie die naar wezen ruimte inneemt.
- Bij Kant ten slotte is de substantie een denkcategorie. De mens schrijft het fenomeen toe aan een eenheidskern die blijft voortbestaan en dit ligt aan de structuur van de geest zelf.

Tegenwoordig is de idee substantie in weinig meer onderscheiden van het begrip materie. Maar als men niet goed in de gaten heeft dat dit slechts een historisch verschijnsel is, dan leidt dit tot onbegrip als het gaat om het begrip van de geschiedenis van de filosofie.